# Майська ніч, або Потопельниця
Майська ніч, або Утоплена — повість письменника Миколи Васильовича Гоголя з циклу повістей «Вечори на хуторі біля Диканьки». Перша редакція повісті була опублікована в 1831 році.

## Сюжет
Тихого і ясного вечора дівчата з юними парубками гуртуються і співають пісні. Молодий козак Левко, син сільського голови, підійшовши до однієї з хат, піснею викликає яснооку Ганну. Ганна з'являється не відразу, бо  боїться заздрості дівчат, зухвалості парубків і материнської суворості, і ще чогось незрозумілого. Левко не раз просив батька дозволити йому одружитися з Ганною, але той не хотів і за своїм давнім звичаєм прикидався глухим. Про самого голову «відомо, що колись він супроводжував царицю Катерину до Криму, про що любить при нагоді згадувати, нині кривий, суворий, поважний на вигляд і вдівець, живе кілька років під каблуком своєї своячки».
Сидячи на порозі хати, Ганна запитує про будинок із забитими віконницями, що віддзеркалюється в темній воді ставка. Левко розповідає, як жив там сотник з донькою, «ясною панночкою», який одружився вдруге, але мачуха незлюбила панночку, мучила її і змусила сотника вигнати дочку з дому. Панночка кинулася з високого берега у воду, стала головною над утопленицями. Одного разу потягла мачуху-відьму у воду, але та сама перетворилась на утопленицю і таким чином уникла покарання. На місці того будинку збираються будувати винницю, для чого приїхав нині винокур. Тут Левко прощається з Ганною, почувши парубків, які поверталися.
Після опису української ночі в оповіданні з'являється доволі п'яний Каленик і, криючи на чому світ стоїть сільського голову, «непрямими кроками» шукає свою хату. Левко ж, розпрощавшись з товаришами, повертається і бачить Ганну, яка говорить про нього, Левка, з кимось незрозумілим у пітьмі. Незнайомець сварить Левка, пропонуючи Ганні свою, більш серйозну любов. Несподівана поява пустотливих парубків і ясного місяця дає зрозуміти розгніваному Левку, що незнайомець - його батько. Злякавши голову, він підмовляє парубків провчити його. Сільський голова вже розмовляє в хаті з винокуром, коли ввалюється Каленик, безперестанку лаючи голову, і засинає на лавці.
Розпалюючи гнів господаря, в хату, розбивши скло, влітає камінь, і винокур доречною розповіддю про свою тещу зупиняє прокльони, що закипають на вустах голови. Але образливі слова пісні за вікном змушують голову до дій. Спійманий і кинутий в темну комору призвідник в чорному вивернутому кожусі, а голова з винокуром і десяцьким вирушають до писаря, щоб, впіймавши бешкетників, одразу ж «резолюцію їм усім учинити». Однак писар сам вже зловив такого ж шибеника і запроторив його до хліва. Під час суперечки щодо того, хто ж його спіймав, писар і голова спочатку в коморі, а потім і в хліві знаходять своячку, яку хочуть вже й спалити, вважаючи чортом. Коли новий полонений у вивернутому кожусі виявляється Калеником, голова геть втрачає розум, відсилає переляканих  десяцьких неодмінно впіймати головного бешкетника, обіцяючи немилосердну розправу за недбальство.
А тим часом Левка в чорному кожусі і з вимазаним сажею обличчям, який пішов до старого будинку біля ставка, долає дрімота. Дивлячись на віддзеркалення панського будинку, він помічає, що його вікно відчинилося, і похмурих віконниць немає. Він заспівав пісню, і вікно знову відчинилося, і з'явилася в ньому ясна панночка. Плачучи, скаржиться вона на сховану мачуху і обіцяє Левку нагороду, якщо він знайде відьму серед утоплених. Левко дивиться на хороводи дівчат, всі вони бліді й прозорі, але затівають гру у ворона, і та, що зголосилася бути вороном, здається йому не такою світлою, як інші. А коли вона визначає жертву, і в очах її виблискує злоба, «Відьма!» - каже Левко. Панночка, сміючись, подає йому записку для голови. Левко прокидається.
Прокинувшись, Левко виявляє, що тримає в руці клаптик паперу і кляне свою неграмотність. Тут його хапають десятники з сільським головою. Левко подає записку, з якої випливає, що написав її «комісар, відставний поручик Кузьма Деркач-Дришпановський» і містить наказ голові одружити Левка Макогоненка з Ганною Петриченковою, «а також полагодити мости на магістральний дорозі» та інші важливі доручення. На питання здивованого голови Левко придумує історію зустрічі з комісаром, який ніби-то пообіцяв заїхати до голови на обід. Підбадьорений голова обіцяє Левку крім нагайки на завтра і весілля, розпочинає свою вічну розповідь про царицю Катерину, а Левко тікає до відомої хати і, перехрестивши у віконці сплячу Ганну, повертається додому, на відміну від п'яного Каленика, що все ще шукає і не може знайти своєї хати.

## Адаптації
- 1880 — Опера «Травнева ніч» М.А. Римського-Корсакова в Маріїнському театрі (Санкт-Петербург).
- 1883 — Опера «Утоплена» М. В. Лисенка, вперше поставлена 1885 року в Одеському оперному театрі.

## Екранізації
- 1940 — «Травнева ніч» (радянський художній фільм режисера М. Садковича, Київська кіностудія)
- 1952 — «Травнева ніч, або Утоплена» (радянський повнометражний кольоровий художній фільм режисера О. Роу, Кіностудія ім. М. Горького)
- 2017 — «Гоголь. Початок» (повість була вільно екранізована у фільмі режисером Є. Барановим (РФ), а у 2019 — у телесеріалі «Гоголь»)